# Jay Barrs
Jack Leonard "Jay" Barrs, Jr (Jacksonville, 17 de julho de 1962) é um arqueiro estadunidense, campeão olímpico e pan-americano.

## Carreira
Jay Barrs ganhou a modalidade no individual nos Jogos Olímpicos 1988. 